# Nambour
Nambour is een stad in het zuidoosten van Queensland, Australië en ligt 101 kilometer ten noorden van Brisbane. De stad ligt in het achterland van de Sunshine Coast aan de voet van de Blackall Range. Nambour heeft 13.800 inwoners (2006) en is het administratieve centrum van de Maroochy Shire.

## Geschiedenis

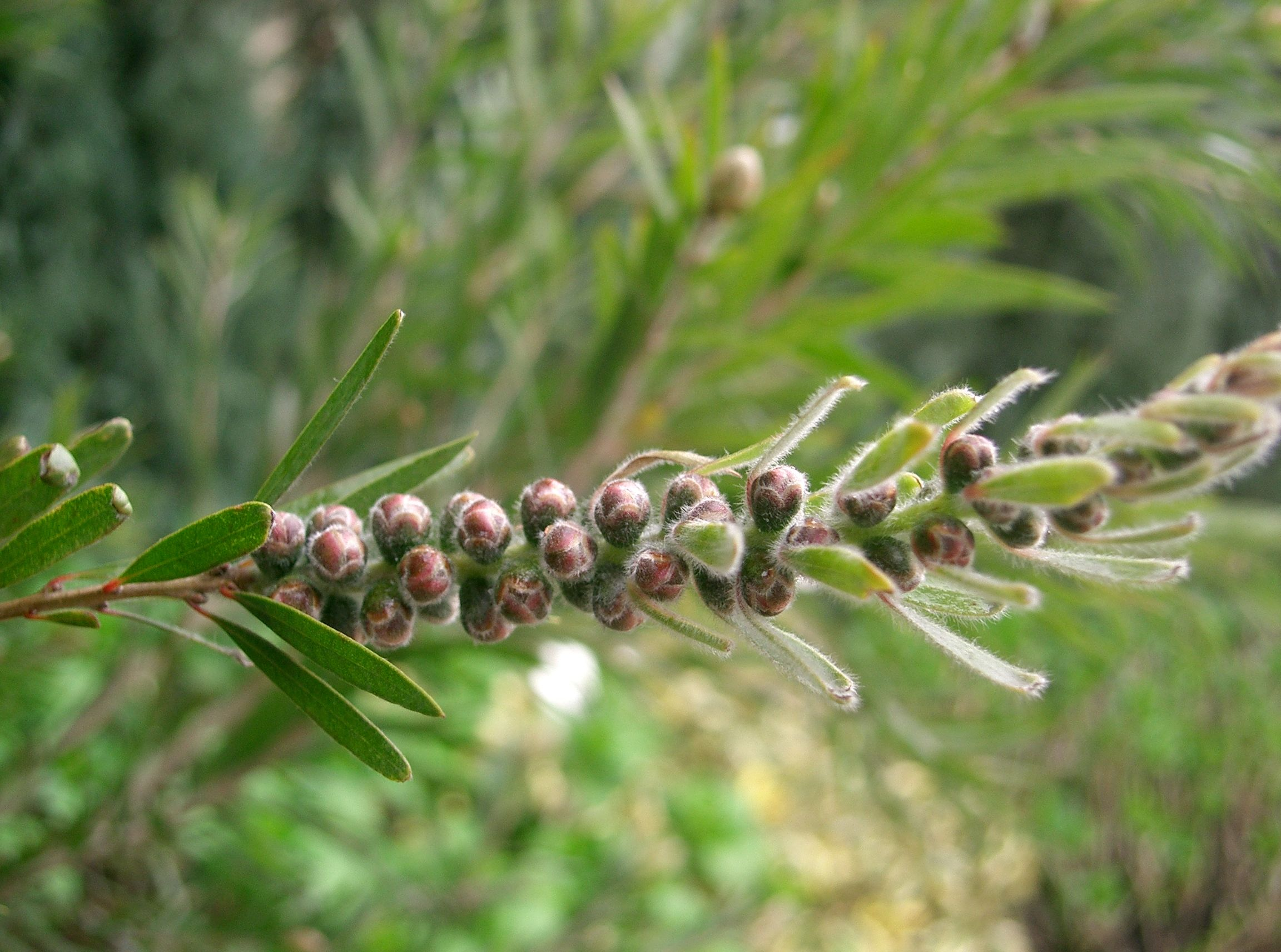
Callistemon viminalis

De naam is afkomstig van het Aboriginalwoord "Naamba" dat verwijst naar de rood bloeiende theeplant (Callistemon viminalis).

Het gebied dat nu bekend is als Nambour werd voor het eerst bewoond in 1870 door Matthew Carroll. Het stadje werd toen Petrie's Creek genoemd. In 1890 werd de Maroochy Divisional Board opgezet. Toen in 1891 de spoorverbinding met Brisbane werd voltooid werd Petrie's Creek hernoemd tot "Nambour", naar het Nambour veestation.

## Industrie

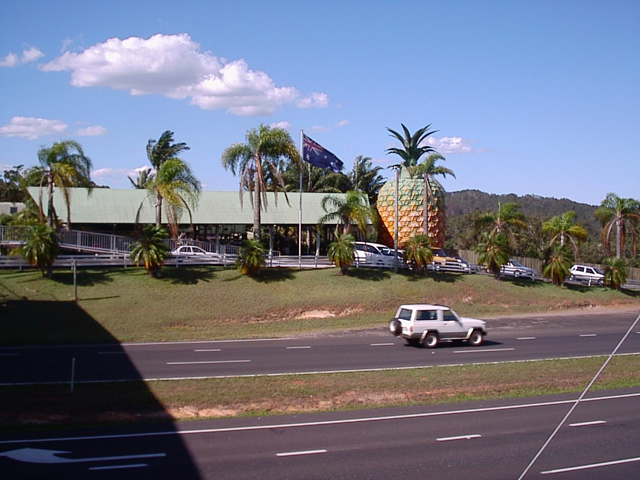
De Big Pineapple

De belangrijkste industrie vormt de suikerindustrie. Om het stadje heen liggen grote suikerrietvelden en de Moreton suikermolen lag in het centrum. In 2003 werd deze suikermolen gesloten en de gehele toekomst van de suikerindustrie is onzeker. Andere industrieën in de regio zijn toerisme en tropische vruchten. De Big Pineapple aan de zuidelijke rand van de stad combineert allebei. Andere toeristenattracties zijn de Big Cow en de Big Macadamia noot.

## Geboren
- Kevin Rudd (1957), (26ste) minister-president van Australië
- Melanie Schlanger (1986), zwemster
- Shara Gillow (1987), wielrenster
- Ryan Tyack (1991), boogschutter
- Brittany Elmslie (1994), zwemster
- Bindi Irwin (1998), dochter van Steve Irwin
- Alastair MacKellar (2002), wielrenner